# まる得マガジン
まる得マガジン（まるとくマガジン）は、NHK Eテレで2003年4月7日から2024年3月28日まで放送されていたミニ情報・教養番組。

## 概要
今夜もあなたのパートナーのゾーン構成番組の一つとして放送を開始した。放送開始当初は前番組のきょうの料理とおしゃれ工房の次に放送されていることから、月 - 木曜日 21:25 - 21:30、再放送翌日=火 - 金曜日 14:25 - 14:30）までと、21:55 - 22:00 再放送翌日14:55 - 15:00）の2回に分けて放送していた。テーマは料理、手芸、教養、健康、美容、娯楽など。2007年4月からは21:25の枠は「きょうの料理ビギナーズ」となったため、現在は21:55の枠のみとなっている。
2010年度のみ放送時間は月 - 木曜日午前06:35 - 午前06:40、再放送月 - 木曜日午後01:55 - 午後02:00、月 - 木曜日深夜00:55 - 01:00
1つのシリーズは内容にもよるが8 - 20回程度である。不定期に大阪局が制作を担当するシリーズもある。また番組と連動したテキストの出版（NHK出版）や、過去に放送して特に好評だったテーマを再構成した30分番組「まる得マガジン増刊号」の放送がおこなわれている。
番組ナレーションは放送センター制作の場合は、フリーアナウンサーか声優の女性の担当が多く（以前は東京アナウンス室の女性アナウンサーが担当した事があったが 現在は自局アナウンサーを起用していない）、
大阪放送局制作の場合は、大阪放送局所属のアナウンサーがローテーションで担当する。
2024年度の番組時刻表より放送予定はなく、3月28日をもって放送を終了した。最後の回は「毎日が食パンフェスタ8　フルーツたっぷりぜいたくスイーツ」。

## 放送内容
| 放送日      | 放送内容                                                     |
| ----------- | ------------------------------------------------------------ |
| 2003年 4月  | 洗濯のコツ                                                   |
| 2003年 4月  | 楊名時のさわやか太極拳・初級編                               |
| 2003年 4月  | 掃除のコツ                                                   |
| 2003年 4月  | 暮らしを彩る フラワーアレンジメント                          |
| 2003年 5月  | 暮らしをリフォームする                                       |
| 2003年 5月  | マナーのツボ                                                 |
| 2003年 6月  | 調味料 プロのコツ!                                           |
| 2003年 6月  | 洗濯のコツ 洗濯物の干し方                                    |
| 2003年 6月  | 洗濯のコツ アイロンがけの基本                                |
| 2003年 6月  | 困ったときのパソコン虎の巻                                   |
| 2003年 7月  | ミニ・ペットと暮らそう!                                      |
| 2003年 10月 | 掃除のコツ2                                                  |
| 2003年 10月 | 安全!快適!片山右京のスマートドライブ術                       |
| 2003年 11月 | 掃除のコツ3                                                  |
| 2004年 2月  | ここがポイント!確定申告                                      |
| 2004年 4月  | 柳生真吾のガーデニング入門                                   |
| 2004年 4月  | 困ったときのパソコン虎の巻パート2                            |
| 2004年 5月  | 収納のコツ～キッチン・リビング編                             |
| 2004年 5月  | 中高年のための登山入門                                       |
| 2004年 6月  | はじめてのお菓子づくり～洋菓子                               |
| 2004年 7月  | マロンの料理のイロハ～道具編                                 |
| 2004年 7月  | 千葉麗子と始めるヨーガ                                       |
| 2004年 9月  | 家庭でできる応急処置                                         |
| 2004年 9月  | フライパンでできる 世界のパン                                |
| 2004年 9月  | 癒やしのツボエクササイズ                                     |
| 2004年 10月 | おいしいコーヒーを楽しむ                                     |
| 2004年 10月 | 気力充実!健康体操 自彊術                                     |
| 2004年 11月 | 収納のコツ～和室・寝室・子ども部屋編                         |
| 2004年 11月 | 誰でもできる簡単マジック                                     |
| 2005年 1月  | 幸せ手作りチョコレート                                       |
| 2005年 2月  | 洗濯のコツ3                                                  |
| 2005年 4月  | コンテナ菜園を楽しもう～春編                                 |
| 2005年 4月  | ニューヨーカーが教える 簡単ピラティス                        |
| 2005年 5月  | 柳生真吾の楽しい園芸のススメ                                 |
| 2005年 6月  | 収納のコツ～モノ別編                                         |
| 2005年 6月  | マロンの料理のイロハ おいしさひと工夫編                      |
| 2005年 7月  | 包んで楽しむ ふろしき                                        |
| 2005年 8月  | 癒やしのツボエクササイズ2                                    |
| 2005年 9月  | コンテナ菜園を楽しもう 秋編                                  |
| 2005年 9月  | 困ったときのパソコン虎の巻パート3                            |
| 2005年 10月 | おいしい中国茶を楽しむ                                       |
| 2005年 11月 | タイプ別にセレクト おいしいチーズ                            |
| 2005年 11月 | わが家の防犯マニュアル                                       |
| 2005年 12月 | ナチュラルが心地いい 手づくり石けん&化粧品                   |
| 2006年 1月  | 実践!わが家の防災対策～日ごろの備え編                        |
| 2006年 4月  | 元世界チャンプ畑山隆則が教えるボクシング・フィットネス       |
| 2006年 4月  | 実践!わが家の防災対策～いざというときの行動編                |
| 2006年 4月  | おいしい日本茶を楽しむ                                       |
| 2006年 5月  | 心もからだもすっきり!快適睡眠術                              |
| 2006年 5月  | 金田一秀穂先生のご近所コミュニケーション術                   |
| 2006年 7月  | 甲野善紀の暮らしのなかの古武術活用法                         |
| 2006年 7月  | おいしい紅茶を楽しむ                                         |
| 2006年 8月  | お菓子のようなジャム コンフィチュールをつくろう!             |
| 2006年 9月  | 立花龍司がコーチする“若返り”トレーニング                     |
| 2006年 10月 | 柳生真吾の楽しい園芸のススメ 秋・冬編                        |
| 2006年 10月 | 中高年の心と体をほぐす フェルデンクライス健康法              |
| 2006年 10月 | 暮らしにすぐに役立つ ひもとロープの結び方                    |
| 2006年 12月 | ショー・コスギのタオルエクササイズ                           |
| 2007年 1月  | 魅力的な声で話そう!亀渕友香のボイストレーニング              |
| 2007年 4月  | 簡単ルールできれいな字を書く                                 |
| 2007年 4月  | からだを伸ばして健康生活!パートナーストレッチ                |
| 2007年 7月  | ペットを撮る写真術                                           |
| 2007年 8月  | メリハリボディをつくる ベリーダンス・エクササイズ            |
| 2007年 10月 | きもちを伝えるラッピング                                     |
| 2007年 11月 | 1日5分だけ!らく楽エクササイズ                                |
| 2008年 1月  | 伝えたい季節の折り紙                                         |
| 2008年 3月  | 築地魚河岸直伝 魚をさばく                                    |
| 2008年 5月  | ケガを防ぐ ひとりで巻けるテーピング                          |
| 2008年 6月  | いつでも!どこでも!手帳スケッチ                               |
| 2008年 10月 | 簡単ルールで大人の字を書く                                   |
| 2008年 11月 | 伊達公子のピラティスレッスン                                 |
| 2008年 12月 | 家庭でできる簡単しみ抜き術                                   |
| 2009年 3月  | 気持ちが伝わるケータイメール術                               |
| 2009年 4月  | 住まいを飾る“インテリア書”入門                               |
| 2009年 7月  | アナウンサーが教える話し方上達法                             |
| 2009年 10月 | スマートな食べ方の流儀                                       |
| 2009年 10月 | 大人の消しゴムはんこ                                         |
| 2009年 11月 | “タンスのこやし”が大変身!エコで楽しいリメイク術              |
| 2010年 3月  | 築地のプロ直伝 野菜のメキキ                                  |
| 2010年 4月  | 簡単ルールできれいな字を書く                                 |
| 2010年 5月  | “ひも結び”で暮らしを彩る                                     |
| 2010年 7月  | 思いのままに “自分流”ちぎり絵                                |
| 2010年 10月 | 体のうちから元気力UP 体幹エクササイズ                        |
| 2010年 11月 | わが家の器でおいしく見せる!プロの料理盛りつけ術              |
| 2010年 12月 | 自分を磨く立ち居振る舞い スマートなマナー                    |
| 2011年 3月  | これでピカピカ!革靴のお手入れ                                |
| 2011年 5月  | 暮らしを変えるナチュラル重曹生活                             |
| 2011年 6月  | 暮らしにすぐに役立つ ひもとロープの結び方                    |
| 2011年 7月  | 暮らしを見直す 夏の節電対策                                  |
| 2011年 8月  | 手ぬぐい200％活用術                                          |
| 2011年 8月  | 体と心を解放!水野美紀と本格太極拳                            |
| 2011年 9月  | 長寿スイッチでアンチエイジング                               |
| 2011年 10月 | マシッソヨ!韓流食材活用術                                    |
| 2011年 11月 | 快適エコのライフスタイル 冬の省エネ生活                      |
| 2011年 12月 | 目立つとこだけ!ちょこっと掃除                                |
| 2012年 1月  | 天日で干して おいしく長もち 干物・乾物術                     |
| 2012年 2月  | 米・豆腐・お茶・きのこの魅力がたっぷり!雲南料理にチャレンジ  |
| 2012年 4月  | 春を満喫!山菜活用術                                          |
| 2012年 5月  | いつまでもきれいに!ぬいぐるみのお手入れ                      |
| 2012年 6月  | 探してみませんか?収納マイスタイル                            |
| 2012年 7月  | 自宅ですっきり!さっぱり!髪のお手入れ術                       |
| 2012年 8月  | 手軽でエコなキッチン菜園                                     |
| 2012年 9月  | 冠婚葬祭 筆ペンの上手な書き方                                |
| 2012年 10月 | 食材をなが～く楽しむ 週末ストック塾                          |
| 2012年 11月 | アクティブ・ウオーキング 健康ですてきな体形に!               |
| 2012年 12月 | 洗濯王子の楽々アイロン術                                     |
| 2013年 1月  | お肌のシワシワ&ガサガサ解消 パーツケアで若さ倍増!            |
| 2013年 2月  | たった3分で若さ復活!これが正しいラジオ体操                   |
| 2013年 3月  | 快適&長持ち 住まいのお手入れ術                               |
| 2013年 4月  | 体から変えていく 人前であがらないスピーチ術                  |
| 2013年 5月  | スタイリストが教える!おしゃれ着やせ術                        |
| 2013年 6月  | ゼロから始める写経                                           |
| 2013年 7月  | シニア犬のケアと介護                                         |
| 2013年 8月  | ワンランクアップ!京料理人直伝の薬味術                        |
| 2013年 9月  | ロコモが気になる人にも 押して元気にツボ体操                  |
| 2013年 10月 | ソムリエ直伝!家飲みワインの極意                              |
| 2013年 11月 | ○△□ではじめる わたし流 手描き絵ノート                        |
| 2013年 12月 | 心と体をほぐす 初めてのホットヨガ                            |
| 2014年 1月  | アンチエイジングを目指す!寝て・座って ホットヨガ             |
| 2014年 2月  | 知ればランクアップ!スーツの鉄則                              |
| 2014年 3月  | エコでおしゃれ!初めてのふろしき活用法                        |
| 2014年 4月  | 手書き文字を美しく 心が通じる一筆箋                          |
| 2014年 5月  | お気に入りを長く着る 衣服のつくろい術                        |
| 2014年 6月  | 1日3分で健康に 体を内から変える バーエクササイズ             |
| 2014年 6月  | 苦手な人でも大丈夫!1日5分“そこそこ”片づけ術                  |
| 2014年 8月  | おいしく!元気に!生薬でおばんざい                             |
| 2014年 9月  | さらばクセ字!初めての美文字レッスン                          |
| 2014年 10月 | 毎日楽しくヘルシーに!はじめてのスムージー                    |
| 2014年 11月 | 美しく!おいしく!和食のマナー                                 |
| 2014年 12月 | いまどきの冠婚葬祭とおつきあいのマナー                       |
| 2015年 1月  | 健康と美ボディーを手に入れる 1分ストレッチ                   |
| 2015年 2月  | 口元エクササイズで若々しく!                                  |
| 2015年 3月  | 頭と身体を健康に!イキイキ脳トレ体操                          |
| 2015年 3月  | “とっておきアルバム”を作る 簡単!写真の整理術                 |
| 2015年 5月  | めざせ!10歳若返り 簡単ヘアアレンジ                           |
| 2015年 6月  | はじめてでも安心!ゆかたのすっきり着付け術                    |
| 2015年 7月  | ビールの達人が教える 目からウロコ ビールのABC                |
| 2015年 8月  | 毎日食べてヘルシーに!野菜たっぷりボトルサラダ                |
| 2015年 9月  | ゆったりヨガで 心もからだもリラックス                        |
| 2015年 10月 | きょうから飲み方が変わる!日本酒のいろは                      |
| 2015年 11月 | リユースで おしゃれなラッピング                              |
| 2015年 11月 | ルールを覚えて美しく!今から始める筆ペン                      |
| 2016年 1月  | ねこ背なおして健康ボディー 1日1分!姿勢改善エクササイズ       |
| 2016年 2月  | みそ玉で簡単!毎日のおかず                                    |
| 2016年 2月  | からだイキイキ!簡単でおいしい ヨーグルトでもどす乾物レシピ   |
| 2016年 4月  | セスキプラスαでピカピカ! 激落ち掃除術                        |
| 2016年 5月  | 腰痛はもう怖くない 3秒から始める腰痛体操                     |
| 2016年 6月  | 健康と美容に役立つ!オイルの賢い使い方                        |
| 2016年 7月  | 水中ウォーキングで めざせ!“すっきりボディー”                 |
| 2016年 8月  | 夏冷えにサヨナラ!ペットボトル温灸術                          |
| 2016年 9月  | 味も香りも百花繚乱 焼酎を楽しむ                              |
| 2016年 10月 | お手軽に かわいく! 愛情たっぷりデコ弁                        |
| 2016年 10月 | 美文字ピラミッドで学ぶ ペン字レッスン                        |
| 2016年 12月 | 小山進直伝! おうちで極上 チョコレート菓子                    |
| 2017年 1月  | 思いどおりの髪形に! 悩み解決 スタイリング術                  |
| 2017年 2月  | ストレスに負けない!心のストレッチ はじめてのマインドフルネス |
| 2017年 3月  | もしもの時に! 家族をつなぐ エンディングノート                |
| 2017年 4月  | 落語でつかむ話し方の極意 自己紹介に!スピーチに!プレゼンに    |
| 2017年 5月  | 脳も心も健康に 誰でも描ける!パステルアート                   |
| 2017年 6月  | “熱トレ”で 健康的にシェイプアップ！                          |
| 2017年 7月  | 禅の言葉で暮らしをグレードアップ 実践!一日一禅               |
| 2017年 9月  | 江戸グルメ本に学べ! ヘルシー豆腐活用術                       |
| 2017年 10月 | パクチー!パクチー!パクチー!                                  |
| 2017年 11月 | クセ字の悩みを解決!劇的!美文字クリニック                     |
| 2017年 12月 | こだわりの一杯 おうちで楽しむ極上コーヒー                    |
| 2018年 1月  | 毎日できる 簡単肩こり体操                                    |
| 2018年 2月  | 徹底活用!麹の力でおいしくヘルシー                            |
| 2018年 3月  | 好感度アップ! 世界的オペラ歌手に学ぶ “いい声”トレ            |
| 2020年 1月  | 暮らしもココロもリフレッシュ!禅式おそうじ術                  |
| 2020年 2月  | 毎日ほっこり 飲んで楽しむ発酵食品                            |
| 2020年 3月  | 初嶺麿代の“宝塚式”エレガントレッスン                         |
| 2020年 4月  | 今年こそイライラしない!怒りのセルフコントロール術            |
| 2020年 5月  | 料理をもっとおいしく!包丁レッスン                            |
| 2020年 6月  | 究極の缶詰レシピ                                             |
| 2020年 7月  | もっとおいしく!攻めのフリージング術                          |
| 2020年 8月  | 毎日テキパキ! お手軽“生活トレ”で快適ボディー                 |
| 2020年 9月  | 手作りドレッシングなら毎日が極上サラダ                       |
| 2020年 10月 | ホットケーキMIXで絶品おやつ&意外なランチ                     |
| 2020年 11月 | 誰にでも最大限の効果を! 正しいラジオ体操                     |
| 2020年 12月 | 残り物でカンタン!京都人の知恵 始末のアテ                     |
| 2021年 1月  | ぽっこりお腹を狙い撃ち                                       |
| 2021年 2月  | 不器用さんでも大丈夫!はじめてのミシン                        |
| 2021年 3月  | おうちでカフェ風 “映える”いちごレシピ                        |
| 2021年 4月  | 未来の痛みにさようなら 関節の寿命を延ばす簡単トレ            |
| 2021年 5月  | これで一生食べ飽きない!アボカドの世界                        |
| 2021年 6月  | ポリ袋でかんたん!ふりふりおやつ                              |
| 2021年 7月  | 夏にうれしい!コンロ使わず しっかりレシピ                     |
| 2021年 8月  | “アスリート食”に学ぶ 健康ごはん                              |
| 2021年 9月  | 何歳からでも!脳を育てるトレーニング                          |
| 2021年 10月 | いまさら聞けない 美しい箸の使い方                            |
| 2021年 11月 | 毎日すっきり! のどトレのすすめ                               |
| 2021年 12月 | 毎日おいしい!土鍋レシピ                                      |
| 2022年 1月  | あったかリラックス お風呂でゆったりトレ                      |
| 2022年 2月  | 簡単!便利!魔法のびん調理                                     |
| 2022年 3月  | 洗濯表示でバッチリ おうちで極上!洗濯術                       |
| 2022年 4月  | 世界のたまご料理                                             |
| 2022年 5月  | 巨匠直伝!缶詰イタリアン                                      |
| 2022年 6月  | 毎日食べたい!トマト活用術                                    |
| 2022年 7月  | 寝る前ストレッチ                                             |
| 2022年 8月  | 1品1色で!野菜の“カラフル”つくりおき                          |
| 2022年 9月  | 野獣・松本薫の罪なきスイーツ                                 |
| 2022年 10月 | 手づくりで!自慢のMy調味料                                    |
| 2022年 11月 | 8大法則でたちまち美文字                                      |
| 2022年 12月 | 新感覚!おうちで乾物レストラン                                |
| 2023年 1月  | まるごと楽しむ!旬の国産レモン                                |
| 2023年 2月  | ホットケーキMIXで絶品おやつ&意外なランチ                     |
| 2023年 3月  | 気軽にお直し!洋服トラブル解消術                              |
| 2023年 4月  | もやしでごちそう カサ増しグルメ                              |
| 2023年 5月  | 暮らし華やぐ!おしゃれリネン                                  |
| 2023年 6月  | だいたいでOK! 朝・昼・晩のセルフつぼケア                     |
| 2023年 7月  | “酢テキ”スッキリ!お酢ライフ                                  |
| 2023年 9月  | 羽田空港流 世界一のおうち掃除術                              |
| 2023年 10月 | 「京都人直伝 “お揚げさん”の底力!」                           |
| 2023年 11月 | 8つのコツでみるみる美文字                                    |
| 2024年1月   | 芯からぽかぽかストレッチ                                     |
| 2024年2月   | 毎日が食パンフェスタ・とうふ七変化                           |

## 放送時間
特に断りがない場合はNHK・Eテレで放送。以降の時間表記はすべてJST。
本放送
月 - 木曜日 21:55 - 22:00
再放送
月 - 木曜日 11:55 - 12:00